# Sonata para piano n.º 8 (Mozart)
La Sonata para piano n.º 8 en la menor, K. 310 (300d) de Wolfgang Amadeus Mozart fue compuesta en París en 1778, cuando Mozart tenía la edad de veintidós años. Pese a su juventud ya había transformado rápidamente su estilo y sus ideas, como deja traslucir esta obra, que podemos contar entre lo mejor del Mozart joven.
Esta sonata en la menor es la primera de las dos únicas sonatas para piano que Mozart compuso en una tonalidad menor (la otra es la n.º 14 en do menor, K. 457).

## La obra
La composición consta de tres movimientos, según el esquema clásico rápido-lento-rápido:
1. Allegro
2. Andante cantabile con espressione
3. Presto

### Primer movimiento
El primer movimiento “Allegro maestoso” muestra una gran autonomía, y una verdadera riqueza de inspiración. Se ha señalado como sus modelos a Johann Schobert o Hullmandel, pero la personalidad mozartiana se impone verdaderamente a ellos.
En cuanto al plan tonal, la obra pasa, en su exposición del modo menor a su relativa mayor (do mayor), quedando claramente establecida esta como tónica en la finalización de la exposición.
El desarrollo está elaborado sobre fragmentos motívicos de la exposición intensificando las polaridades armónicas y retrasando a su vez las resoluciones de las cadencias mediante secuencias de modulaciones.
Por su parte, la recapitulación se encarga de resolver las tensiones armónicas dejando establecida claramente la tonalidad original (la menor) como la determinante y característica de la pieza.
Cabe destacar que Mozart en esta sonata expande el primer movimiento repitiendo la exposición y desde el desarrollo hasta el final del primer movimiento para contrarrestar el extraordinario impacto del movimiento n.º 2 “Andante” ya que, como se ve en otras sonatas, los movimientos lentos en muchas de las sonatas de Mozart funcionan como el verdadero centro de gravedad de la obra.

### Segundo movimiento
En muchos de los adagios y andantes de Mozart existe una característica: una calma, una contemplación, o una condición estática que nos deja entrever un estado de preocupación. Este tipo de patrones dramáticos se pueden observar en la Sonata en la menor (KV 310). 
El movimiento lento está marcado como “andante con espressione”, una idea que intenta describir la sección que abre de manera expresiva. Los sentimientos como el alivio o el arrebatamiento están reforzados por medio de una pausada y paciente repetición de toda la primera sección. Pero ahora, sin elevar su voz o acelerando su paz, Mozart abre una trampa y por ella inunda de perturbación y poderes desestabilizantes, tratando de aniquilar todo lo anterior.
Podemos notar el contraste sorprendente, la oscuridad del sentimiento, lo punzante, las disonancias, la intensidad que crece, la inexorabilidad de las modulaciones rápidas por medio de una cambiante secuencia de mayor a menor. Mozart no tiene la intención de hacer a un lado el caos y la ruptura. El regreso al principio es prolongado por medio de desviaciones armónicas. Al final, no sin renovar la contienda, manda a los demonios a descansar y solo persistirán en la memoria.
En este segundo movimiento Mozart inventó, o al menos aparece de manera más explícita por primera vez, un modelo importante en el cual se nivela la forma y la expresión, ejemplo a seguir por los compositores románticos. A pesar de que pueden encontrarse precedentes en música anterior, como en ciertas arias da capo, de ópera seria italiana, fue el mismo Mozart quien estableció esta forma como algo profundamente nuevo, un arquetipo expresivo en la música instrumental.

### Tercer movimiento
El tercer movimiento “Presto”, de marcado carácter rítmico, cierra la pieza, y su modo menor le presta mayor densidad expresiva, algo de excepcional y de particular, como ocurre siempre que Mozart emplea una tonalidad de estas características.